# Loeb Classical Library

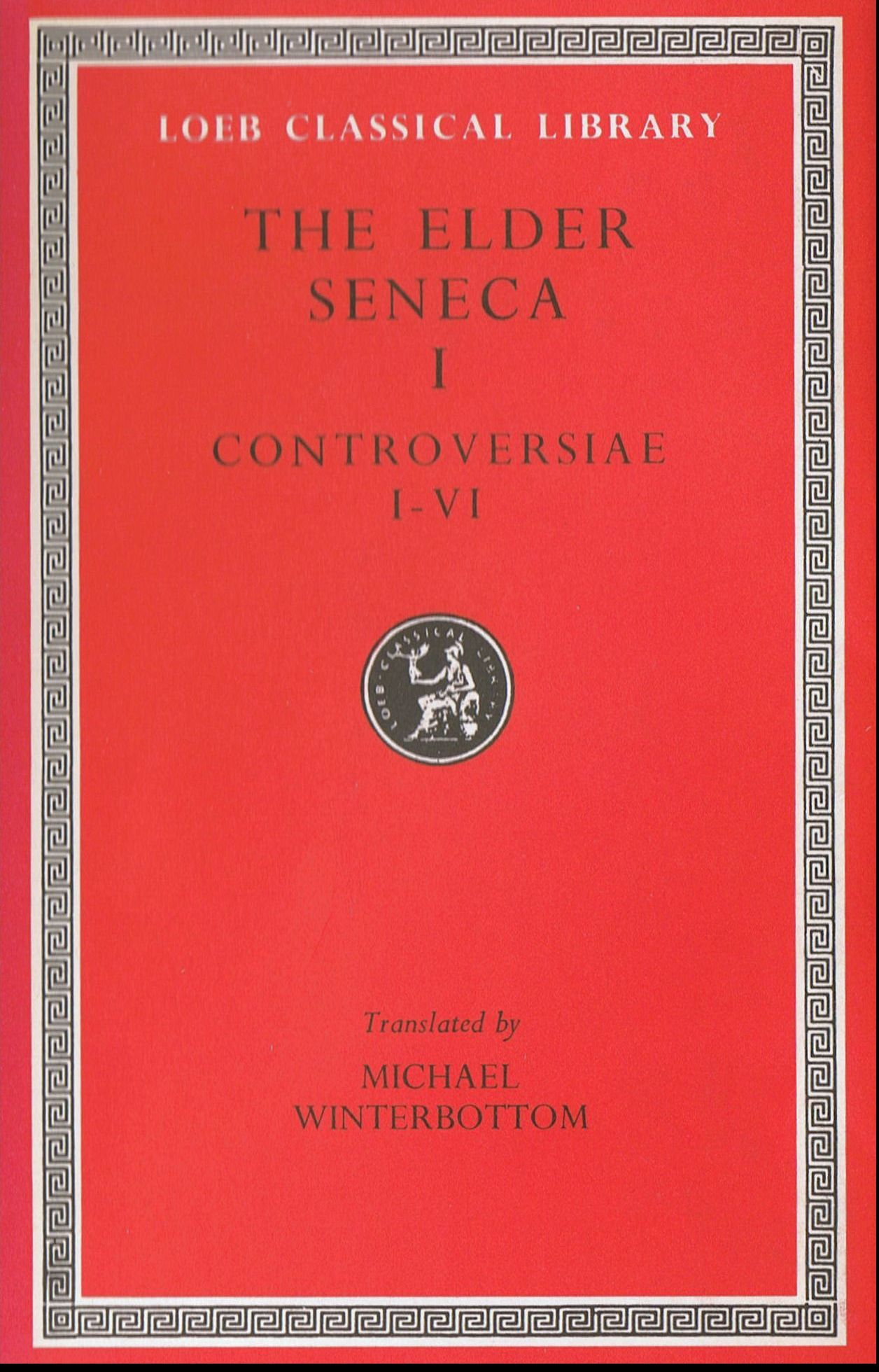
Обложка издания «Споров» Сенеки Старшего в серии Loeb Classical Library

Loeb Classical Library (так называемая «Лёбовская се́рия») — книжная серия, на сегодняшний день выходящая в издательстве Гарвардского университета, в которой представлены наиболее известные произведения древнегреческой и латинской литературы. Цель данной серии состоит в том, чтобы сделать античные тексты доступным для самой широкой аудитории. В каждой книге представлен оригинальный греческий или латинский текст с параллельным переводом на английский язык.
Особенностью внешнего вида книг, выходящих в «Лёбовской серии», является то, что произведения греческих авторов публикуются в книгах под зелёной обложкой, латинских — под красной.
Серия была задумана и первоначально финансировалась американским банкиром немецкого происхождения (этническим евреем) Джеймсом Лёбом (англ.,  Loeb; 1867—1933). 
Первый том Библиотеки был издан в 1912 году.
В сентябре 2014 года была окончательно закончена цифровая серия библиотеки, состоящая из 520 томов.
По состоянию на январь 2021 года всего издано 546 томов.